# Маоек-Багі
Маоек-Багі (перс. ملك باغي) — село в Ірані, у дегестані Хенеджін, у Центральному бахші, шахрестані Коміджан остану Марказі. За даними перепису 2006 року, його населення становило 31 особу, що проживали у складі 8 сімей.

## Клімат
Середня річна температура становить 10,97 °C, середня максимальна – 30,32 °C, а середня мінімальна – -10,98 °C. Середня річна кількість опадів – 261 мм.
| Клімат поселення                              | Клімат поселення | Клімат поселення | Клімат поселення | Клімат поселення | Клімат поселення | Клімат поселення | Клімат поселення | Клімат поселення | Клімат поселення | Клімат поселення | Клімат поселення | Клімат поселення | Клімат поселення |
| Показник                                      | Січ.             | Лют.             | Бер.             | Квіт.            | Трав.            | Черв.            | Лип.             | Серп.            | Вер.             | Жовт.            | Лист.            | Груд.            |                  |
| Середній максимум, °C                         | 5,02             | 6,67             | 11,52            | 17,66            | 22,53            | 28,55            | 30,32            | 29,64            | 25,10            | 18,82            | 11,85            | 6,36             |                  |
| Середня температура, °C                       | −2,98            | −1,34            | 3,51             | 9,65             | 14,52            | 20,55            | 24,59            | 23,92            | 19,37            | 13,09            | 6,11             | 0,62             |                  |
| Середній мінімум, °C                          | −10,98           | −9,34            | −4,49            | 1,66             | 6,52             | 12,53            | 18,85            | 18,17            | 13,63            | 7,36             | 0,38             | −5,12            |                  |
| Норма опадів, мм                              | 36               | 35               | 47               | 38               | 33               | 5                | 1                | 1                | 0                | 9                | 22               | 34               |                  |
| Середньомісячна швидкість вітру, м/с          | 1.88             | 2.47             | 3.05             | 3.16             | 2.64             | 2.37             | 2.40             | 2.26             | 2.11             | 2.08             | 1.78             | 1.69             |                  |
| Середньомісячна сонячна радіація, кДж/м²·день | 8866             | 11840            | 14548            | 18015            | 22083            | 26777            | 26064            | 23915            | 20730            | 15193            | 10789            | 8692             |                  |
| --------------------------------------------- | ---------------- | ---------------- | ---------------- | ---------------- | ---------------- | ---------------- | ---------------- | ---------------- | ---------------- | ---------------- | ---------------- | ---------------- | ---------------- |
| Джерело:                                      |                  |                  |                  |                  |                  |                  |                  |                  |                  |                  |                  |                  |                  |